# Vitasavci
Vitasavci je naseljeno mjesto u sastavu općine Bosanski Novi, Republika Srpska, BiH.

## Stanovništvo
| Vitasavci          |              |
| godina popisa      | 1991.        |
| Srbi               | 375 (97,40%) |
| Hrvati             | 1 (0,26%)    |
| Muslimani          | 0            |
| Jugoslaveni        | 1 (0,26%)    |
| ostali i nepoznato | 8 (2,08%)    |
| ukupno             | 385          |